# Hidden state (álbum)
Hidden State es el tercer y último disco de estudio de la banda Nothink, editado el 7 de junio de 2010 tras su segundo  álbum Spotlights (2007).
 
Se grabó y mezcló durante 30 días en la ciudad de Seattle en Estados Unidos, en abril de 2010, contando con la producción de Matt Bayles en los estudios Litho, propiedad de Stone Grossard, guitarrista de Pearl Jam.

## Lista de canciones
| N.º | Título                    | Duración |  |
| 1.  | «Melting Sun»             | 4:05     |  |
| 2.  | «In a row»                | 3:18     |  |
| 3.  | «Era»                     | 3:57     |  |
| 4.  | «Coleman Fields»          | 3:13     |  |
| 5.  | «Innerzia»                | 5:29     |  |
| 6.  | «Wherever the river goes» | 4:05     |  |
| 7.  | «Walls of sand»           | 4:10     |  |
| 8.  | «We live on»              | 3:21     |  |
| 9.  | «My Broken lady»          | 4:15     |  |
| 10. | «Once you said»           | 4:48     |  |
| 11. | «See you soon»            | 4:25     |  |

## Créditos
Música
- Juan Blas – guitarra, cantante
- Alex Ferrero – bajo
- Miguel Peñas – batería

Letras
- Juan Blas excepto "My broken lady" escrita por Stellio Coutsides.

Invitados y colaboradores
- Nouela Johnston: piano en la canción "See you soon"
- Matt Bayles: hammond en la canción "My broken lady"

Producción
- Matt Bayles – productor, ingeniería de sonido
- Derek Moree – asistente ingeniero
- Chris Common – técnico batería
- Matt Bayles – mezclas
- Ed Brooks – masterización

- Datos: Q5897071